# Saloon (revista)
Saloon fue una revista de cómics de la editorial Hitpress que se publicó en España en 1981 (en pleno esplendor del denominado boom del cómic adulto en España), con un precio de 100 pesetas no tuvo el respaldo esperado y cerró después de 9 números (del 0 al 8). 

## Contenido
Su formato, portadas y tipografía recordaba las revistas de Toutain Editor, aunque su material era exclusivamente relacionado con historias de vaqueros (oeste). En sus páginas colaboraron artistas españoles como Víctor de la Fuente, Luis Bermejo, Antonio Hernández Palacios, Buxadé y el chileno Arturo del Castillo.

## Enlaces
- Ficha de Tebeosfera

- Datos: Q6117445